# DM i landevejscykling – Enkeltstart (damer)
Danmarksmesterskaberne i enkeltstart for elite damer er en årligt tilbagevendende begivenhed i dansk cykelsport, som for første gang blev afholdt i 1982. Løbet bliver afholdt i slutningen af juni.

## Vindere
| År   | Vinder                           | Toer                  | Treer                       |
| ---- | -------------------------------- | --------------------- | --------------------------- |
| 1982 | Helle Sørensen                   | Pernille Jørgensen    | Lona Munck                  |
| 1984 | Liselotte Pind                   | Susan Johannesen      | Tina Lundgren               |
| 1985 | Karina Skibby                    |                       |                             |
| 1986 | Karina Skibby                    |                       |                             |
| 1987 | Hanne Malmberg                   | Karina Skibby         | Helle Sørensen              |
| 1988 | Hanne Malmberg                   | Karina Skibby         | Lona Munck                  |
| 1989 | Hanne Malmberg                   | Karina Skibby         | Merete Andersen             |
| 1990 | Hanne Malmberg                   | Karina Skibby         | Bettina Falsing             |
| 1991 | Hanne Malmberg                   | Karina Skibby         | Ulla Sørensen               |
| 1992 | Hanne Malmberg                   | Lone Larsen           | Lona Munck                  |
| 1993 | Hanne Malmberg                   | Lone Larsen           | Melina Rasmussen            |
| 1994 | Lone Larsen                      | Melina Rasmussen      | Helle Jensen                |
| 1995 | Susanne Nedergaard               | Melina Rasmussen      | Lotte Bak                   |
| 1996 | Lotte Schmidt                    | Melina Rasmussen      | Lotte Bak                   |
| 1997 | Helle Sørensen                   | Helle Jensen          | Melina Rasmussen            |
| 1998 | Melina Rasmussen                 | Lisbeth Simper        | Sanne Schmidt               |
| 1999 | Lisbeth Simper                   | Helle Sørensen        | Ann Svendsgaard Mathiesen   |
| 2000 | Lisbeth Simper                   | Sanne Schmidt         | Pernille Langelund Jakobsen |
| 2001 | Lisbeth Simper                   | Sanne Schmidt         | Lotte Bak                   |
| 2002 | Lisbeth Simper                   | Vibe Janne Kolding    | Pernille Langelund Jakobsen |
| 2003 | Lisbeth Simper                   | Vibe Janne Kolding    | Christina Peick-Andersen    |
| 2004 | Mette Andersen                   | Trine Schmidt         | Christina Peick-Andersen    |
| 2005 | Dorte Lohse                      | Trine Schmidt         | Linda Serup                 |
| 2006 | Linda Villumsen                  | Trine Schmidt         | Dorte Lohse                 |
| 2007 | Trine Schmidt                    | Dorte Lohse           | Annette Dam Fialla          |
| 2008 | Linda Villumsen                  | Trine Schmidt         | Maja Adamsen                |
| 2009 | Linda Villumsen                  | Trine Schmidt         | Margriet Kloppenburg        |
| 2010 | Annika Langvad                   | Trine Schmidt         | Maria Grandt Petersen       |
| 2011 | Annika Langvad                   | Michelle Lauge Quaade | Trine Schmidt               |
| 2012 | Cathrine Grage                   | Michelle Lauge Quaade | Julie Leth                  |
| 2013 | Annika Langvad                   | Kamilla Sofie Vallin  | Julie Leth                  |
| 2014 | Julie Leth                       | Kamilla Sofie Vallin  | Camilla Møllebro            |
| 2015 | Rikke Lønne                      | Camilla Møllebro      | Amalie Dideriksen           |
| 2016 | Cecilie Uttrup Ludwig            | Trine Schmidt         | Kamilla Sofie Vallin        |
| 2017 | Cecilie Uttrup Ludwig            | Pernille Mathiesen    | Louise Norman Hansen        |
| 2018 | Cecilie Uttrup Ludwig            | Pernille Mathiesen    | Annika Langvad              |
| 2019 | Louise Norman Hansen             | Pernille Mathiesen    | Louise Holm Houbak          |
| 2020 | Amalie Dideriksen                | Trine Schmidt         | Birgitte Krogsgaard         |
| 2021 | Emma Cecilie Norsgaard Jørgensen | Louise Holm Houbak    | Cecilie Uttrup Ludwig       |
| 2022 | Emma Norsgaard Bjerg             | Julie Leth            | Trine Andersen              |
| 2023 | Emma Norsgaard Bjerg             | Cecilie Uttrup Ludwig | Julie Nielsen Maribo        |
| 2024 | Emma Norsgaard Bjerg             | Rebecca Koerner       | Alberte Greve               |
| 2025 | Rebecca Koerner                  | Gertrud Riis Madsen   | Emma Norsgaard Bjerg        |